# Hellig Anders Kors
Hellig Anders Kors är ett minnesmärke i närheten av Slagelse på ön Själland i Danmark. Det restes till minne om prästen Anders som efter en pilgrimsfärd till Jerusalem på 1200-talet vaknade upp på Hvilehøj vid Slagelse.
Enligt traditionen så var han på pilgrimsfärd med flera invånare från Slagelse. Vid påsk blev det goda vindar för att resa hem, men han ville först besöka Heliga gravens kyrka, där han besökte en gudstjänst. När han kom ut fick han veta att resesällskapet lämnat honom och han satte sig ned för att be. Under bönen föll han i sömn och han fick en syn, där en man på en stor häst plockade upp honom. När han vaknade förstod han att han var tillbaks i Danmark när några boskapsherdar kom och pratade med honom på danska. Därefter hörde han kyklockorna ringa in till aftongudstjänst i Slagelse, som han besökte samma dag som han varit på gudstjänst i Jerusalem.
Minnesmärket, som står på en gravhög från bronsåldern, består av ett krucifix med en korsfäst Jesus. Det har renoverats flera gånger och det nuvarande minnesmärket från 1952 är en kopia av ett kors från 1762. Ursprungligen passerade landsvägen minnesmärket och var en plats för bön. Enligt en berättelse så sattes korset upp snart efter händelsen, men bönderna lät den så småningom förfalla. Djuren drabbades då av boskapspest och bönderna reste upp ett nytt kors.